# Scordia
Scordia – miejscowość i gmina we Włoszech, w regionie Sycylia, w prowincji Katania.
Według danych na rok 2004 gminę zamieszkiwały 16 692 osoby, 695,5 os./km².